# Tour de France de 1935
O Tour de France 1935,foi a vigésima nona versão da competição realizada entre 4 de julho e 28 de julho de 1935.
Dos 93 ciclistas que largaram, só chegaram em Paris 46 ciclistas com nenhuma equipe conseguindo acabar com a prova com todos os seus membros.
Foi percorrida a distância de 4.338 km, a prova foi dividida em 21 etapas. O vencedor alcançou uma velocidade média de 30,65 km / hora.
A prova foi acidentada, na 7ª etapa Gustave Danneels e Antonin Magne foram atingidos por um carro e abandonaram a corrida na 12 ª etapa Jules Merviel, foi atropelado por um caminhão ficou gravemente ferido, e finalmente ocorreu um acidente fatal com o ciclista espanhol Francisco Cepeda que morreu na descida Col del Galibier.

## Resultados

### Classificação geral

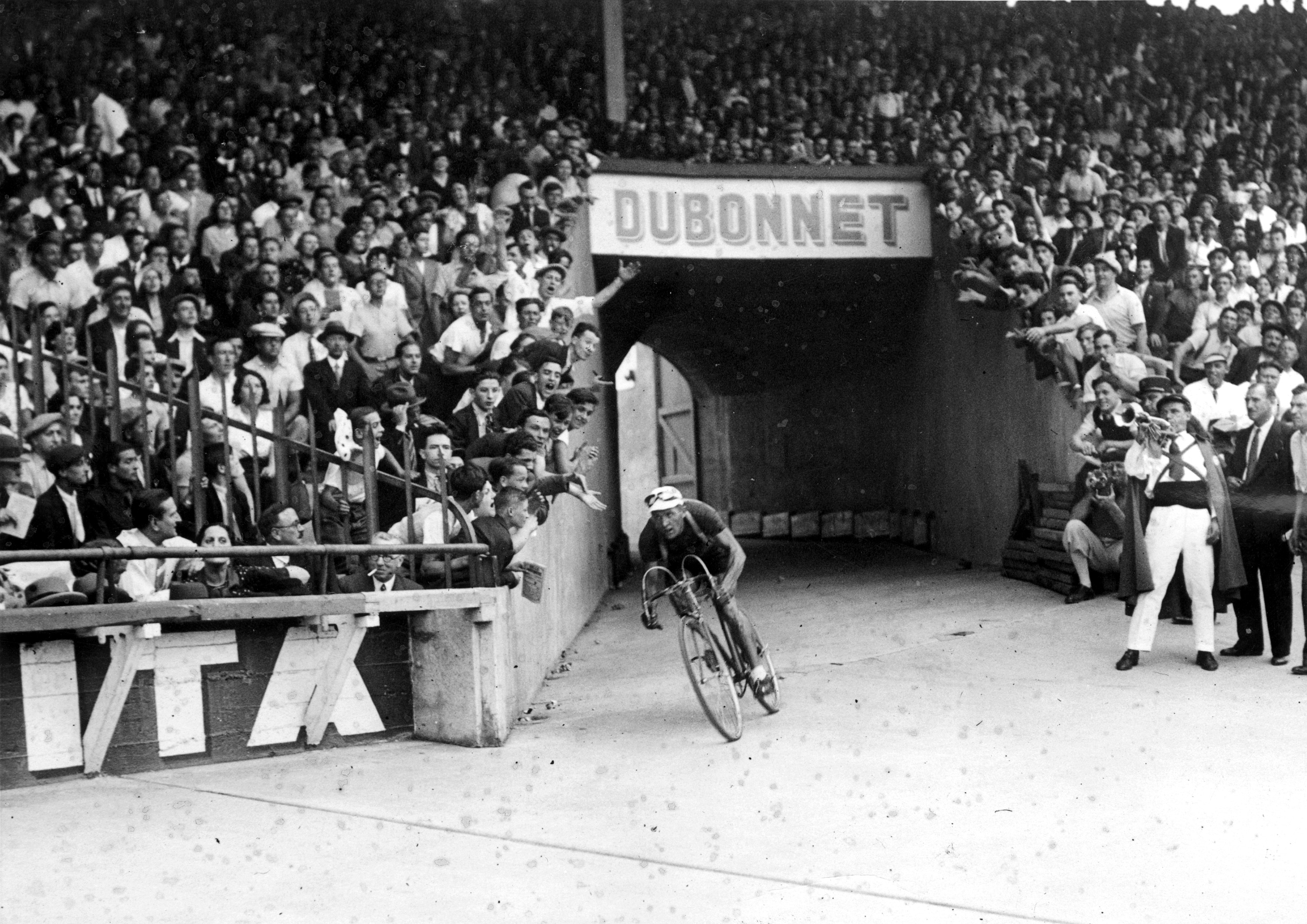
Romain Maes
Entrada para vitória no Estádio Parc des Princes
21ª etapa Caen-Paris.

| Posição | Nome               | País     | Tempo (Velocidade média) |
| ------- | ------------------ | -------- | ------------------------ |
| 1       | Romain Maes        | Bélgica  | 141h 32' 00" (30.65)     |
| 2       | Ambrogio Morelli   | Italy    | 17' 52"                  |
| 3       | Félicien Vervaecke | Bélgica  | 24' 06"                  |
| 4       | Sylvère Maes       | Bélgica  | 35' 24"                  |
| 5       | Jules Lowie        | Bélgica  | 51' 26"                  |
| 6       | Georges Speicher   | França   | 54' 29"                  |
| 7       | Maurice Archambaud | França   | 1h 09' 28"               |
| 8       | René Vietto        | França   | 1h 21' 03"               |
| 9       | Gabriel Ruozzi     | França   | 1h 34' 02"               |
| 10      | Oskar Thierbach    | Alemanha | 2h 00' 04"               |

### Etapas
| Etapa   | Percurso                      | km       | Vencedor etapa     | Líder na classificação geral |
| 1ª      | Paris-Lille                   | 262      | Romain Maes        | Romain Maes                  |
| 2ª      | Lille-Charleville-Mézières    | 192      | Charles Pélissier  | Romain Maes                  |
| 3ª      | Charleville-Mézières-Metz     | 161      | Rafaële Di Paco    | Romain Maes                  |
| 4ª      | Metz-Belfort                  | 220      | Jean Aerts         | Romain Maes                  |
| 5ª (a)  | Belfort-Genebra               | 262      | Maurice Archambaud | Romain Maes                  |
| 5ª (b)  | Genebra-Évian-les-Bains       | 58 (CRI) | Rafaële Di Paco    | Romain Maes                  |
| 6ª      | Évian-les-Bains-Aix-les-Bains | 207      | René Vietto        | Romain Maes                  |
| 7ª      | Aix-les-Bains-Grenoble        | 229      | Francesco Camusso  | Romain Maes                  |
| 8ª      | Grenoble-Gap                  | 102      | Jean Aerts         | Romain Maes                  |
| 9ª      | Gap-Digne-les-Bains           | 229      | René Vietto        | Romain Maes                  |
| 10ª     | Digne-les-Bains-Nice          | 156      | Jean Aerts         | Romain Maes                  |
| 11ª     | Nice-Cannes                   | 126      | Romain Maes        | Romain Maes                  |
| 12ª     | Cannes-Marselha               | 195      | Charles Pélissier  | Romain Maes                  |
| 13ª (a) | Marselha-Nimes                | 112      | Vasco Bergamaschi  | Romain Maes                  |
| 13ª (b) | Nimes-Montpellier             | 56 (CR)  | Georges Speicher   | Romain Maes                  |
| 14ª (a) | Montpellier-Narbona           | 103      | René Le Grevès     | Romain Maes                  |
| 14ª (b) | Narbona-Perpignan             | 63 (CR)  | Maurice Archambaud | Romain Maes                  |
| 15ª     | Perpignan-Luchon              | 325      | Sylvère Maes       | Romain Maes                  |
| 16ª     | Luchon-Pau                    | 194      | Ambrogio Morelli   | Romain Maes                  |
| 17ª     | Pau-Bourdeaux                 | 224      | Julien Moineau     | Romain Maes                  |
| 18ª (a) | Bourdeaux-Rochefort           | 158      | René Le Grevès     | Romain Maes                  |
| 18ª (b) | Rochefort-La Rochelle         | 33(CR)   | Romain Maes        | Romain Maes                  |
| 19ª (a) | La Rochelle-La Roche-sur-Yon  | 81       | René Le Grevès     | Romain Maes                  |
| 19ª (b) | La Roche-sur-Yon-Nantes       | 95 (CR)  | Jean Aerts         | Romain Maes                  |
| 20ª (a) | Nantes-Vire                   | 220      | René Le Grevès     | Romain Maes                  |
| 20ª (b) | Vire-Caen                     | 55 (CR)  | Ambrogio Morelli   | Romain Maes                  |
| 21ª     | Caen-Paris                    | 221      | Romain Maes        | Romain Maes                  |

CR = Contra-relógio individual
CRE = Contra-relógio por equipes